# Sialia
Sialia is een geslacht van vogels uit de familie van de lijsters (Turdidae). De wetenschappelijke naam van het geslacht is voor het eerst geldig gepubliceerd in 1827 door Swainson. De Engelse naam is bluebird.

## Soorten
De volgende soorten zijn bij het geslacht ingedeeld:
- Sialia currucoides – Bergsialia
- Sialia mexicana – Blauwkeelsialia
- Sialia sialis – Roodkeelsialia